# Pfälzische Ludwigsbahn-Gesellschaft

Aktie der Pfälzischen Ludwigsbahn

Die Pfälzische Ludwigsbahn-Gesellschaft war ein 1844 gegründetes Eisenbahnunternehmen im Königreich Bayern. Die Gesellschaft plante und betrieb die Pfälzische Ludwigsbahn zwischen Ludwigshafen (in der Projektierung noch Rheinschanze genannt) und Bexbach in der Pfalz (Bayern). Die Bahnstrecke sollte insbesondere dem Transport von Saarkohle aus dem Bexbacher Revier zum Rhein und von dort in die aufstrebenden Industriezentren im Süden Deutschlands und der Schweiz dienen.

## Geschichte
Mit Datum vom 30. März 1838 wurde in Speyer die Bayerische Eisenbahngesellschaft der Pfalz/Rheinschanz-Bexbacher-Bahn gegründet. Zuvor hatten sich in der Generalversammlung am 5. März 1838 rund 250 Eisenbahnaktionäre unter dem Vorsitz des Regierungspräsidenten Karl Theodor von Wrede zusammengefunden, um die Statuten der künftigen Gesellschaft zu beraten. Dabei wurden die Subskriptionen auf das Baukapital auf 4,5 Millionen Gulden begrenzt. Die neue Gesellschaft erhielt noch im gleichen Jahr am 19. April mit der königlichen Konzession die Genehmigung für Bau und Betrieb des Schienenwegs. Dieser ist noch heute ein wichtiger Bestandteil der Verbindungen durch die Pfalz von Ost nach West. Es vergingen nun einige Jahre mit Erörterungen zwischen den in- und ausländischen Interessengruppen und technischen Gutachten über die optimale Streckenführung.
Das erste Direktorium der Bahn wurde am 23. September 1844 vom Verwaltungsrat gewählt und hatte seinen Sitz in Speyer. Es setzte sich zusammen aus Paul Denis als Bahningenieur, dem Landkommissär von Kaiserslautern Maximilian Joseph von Lamotte als Bahndirektor, Albert von Jäger als Subdirektor sowie einem Buchhalter und einem Sekretär. 1845 stießen noch der Oberingenieur Anton Bruckner († 1847) als Zuständiger für den Bahnbau und der Maschinenmeister Eugen Mündler hinzu. Nach Inbetriebnahme der Strecke 1849 wurde der Direktionssitz von Speyer nach Ludwigshafen verlegt.

### Von der Rheinschanze nach Bexbach

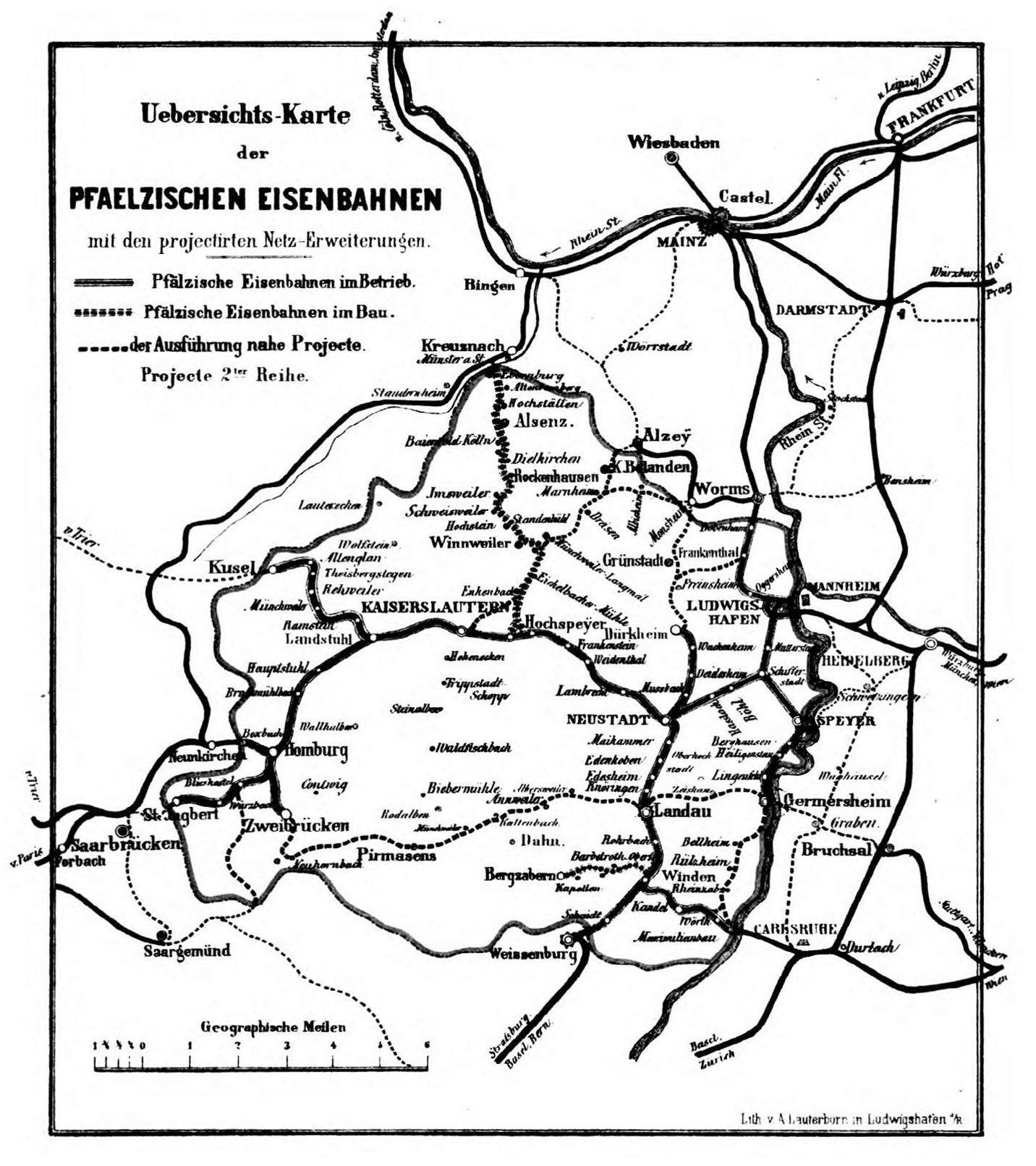
Strecken der Pfälzischen Eisenbahnen Stand 1870

Erst mit der Berufung von Paul Denis in das Direktorium begann die eigentliche Bauphase der nun in Pfälzische Ludwigsbahn umgetauften Gesellschaft. Nach Überarbeitung des Nivellements durch die Herren Denis und Hummel begann man im April 1844 gleichzeitig an der Rheinschanze, in Neustadt (damals noch „an der Haardt“), Kaiserslautern und Homburg mit dem Bau. Die Trasse war von Beginn an auf zwei Spuren ausgelegt, wovon aber nur eine gebaut wurde. Schon im September 1847 konnten die Strecken Rheinschanze–Schifferstadt–Neustadt sowie die auf Geheiß von König Ludwig I. projektierte Stichbahn Schifferstadt–Speyer fertiggestellt und in Betrieb genommen werden. Im August 1849 stand die komplette Strecke bis Homburg und von da aus bis Bexbach im Betrieb. Bis 1856 erfolgte der zweigleisige Ausbau der Strecke.
Die Werkstätten in Kaiserslautern, Ludwigshafen und Neustadt entwickelten sich zu Bahnbetriebswerken.

### Der Anschluss nach Saarbrücken

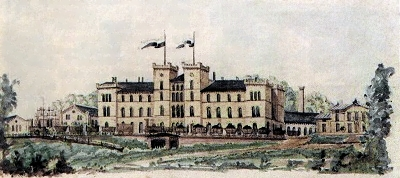
Saarbrücker Hauptbahnhof 1862

Nach dem Bau der preußischen Anschlussbahn Saarbrücken-Bexbach rollten seit dem 15. November 1852 die Züge mit Saarkohle direkt von Saarbrücken via Bexbach nach Ludwigshafen. Auf diesem Weg fand die Saarkohle nun Zugang zu den Märkten in Baden, Elsass und der Schweiz. Während 1851 nur ca. 18.730 Tonnen Kohle verfrachtet worden waren, waren es im Jahr 1858 schon 837.890 Tonnen.

### Der Anschluss nach Hessen
1844 richteten Mainzer Interessenten ein Gesuch an den pfälzischen Regierungspräsidenten, eine von Mainz nach Ludwigshafen geplante Bahn von der hessischen Grenze bis Ludwigshafen fortzusetzen. Diese Gesellschaft erhielt am 15. August 1845 vom Hessischen Großherzog die Konzession und begründete die spätere Hessische-Ludwigsbahn-Gesellschaft. Am 6. November 1853 schlossen die Hessische und die Pfälzische Ludwigsbahn einen Vertrag über den systemüberschreitenden Verkehr, den durchgehenden Personen- und Güterverkehr sowie den Gepäcktransport, es gab durchgehende Fahrkarten und in der Außendarstellung sollte der Betrieb wie eine Eisenbahn erscheinen. Der grenzüberschreitende Abschnitt zwischen Hessen und bayerischer Pfalz ging wenige Tage später, am 15. November 1853, zunächst eingleisig, in Betrieb. Damit war es möglich, von Mainz über Ludwigshafen, Neustadt, Bexbach und Saarbrücken bis nach Paris zu fahren. Und durch das Rhein-Trajekt in Mainz-Kastel gab es Anschluss nach Frankfurt am Main. Die Schnellzugverbindung von Mainz über Ludwigshafen–Neustadt–Kaiserslautern–Saarbrücken–Forbach–Nancy wurde 1854 dreimal täglich geboten und benötigte 17,5 Stunden für die Fahrt. 1860 wurde die Strecke Ludwigshafen–Worms zweigleisig ausgebaut.

### Der Anschluss nach Baden, die erste Rheinbrücke

Ansicht der Rheinbrücke Ludwigshafen-Mannheim um 1905

Ab dem Januar 1863 stellte eine Trajekt-Anstalt in Ludwigshafen den Anschluss an die Badischen Staatsbahnen mit einer Kapazität von ca. 200 Wagen täglich her. Dieses Provisorium, dessen Herstellung mit insgesamt 28.896,57 Gulden zu Buche schlug, wurde zum 25. Februar 1867 durch eine feste Brücke über den Rhein ersetzt. Den Plan zur Brücke hatte man schon in einer gemeinsamen Versammlung der Delegierten Badens und Bayerns im Juli 1862 gefasst. Uneinigkeit über den Anschluss der Gleise an den Bahnhof Mannheim verzögerte die Planung bis 1864. Nach Zustimmung der Rheinschifffahrtskommission wurde im Februar 1865 mit dem Bauvorhaben begonnen. Die komplette Baukosten betrugen 1.828.630 Gulden.
Nach einer Ausschreibung wurden die Arbeiten für die Brücke vergeben, und zwar
- der eiserne Oberbau an die badische Firma Gebrüder Benkiser[15] in Pforzheim,
- der Unterbau an die bayerischen Firmen Kronberger in Erlangen[15] und Maurer aus Augsburg.[15]

Das gesamte für den Bau benötigte Steinmaterial lieferte die pfälzische Bahnverwaltung – rötlicher Stein aus Steinbrüchen bei Kaiserslautern, Schopp und im Neustädter Tal sowie gelblicher Stein für die Portale aus Deidesheim und Dürkheim.

### Von Homburg nach Zweibrücken
Schon 1844 hatte sich in Zweibrücken ein Komitee für den Bau einer Zweigbahn von Homburg nach Zweibrücken starkgemacht. 1852 stellte dann Paul Camille von Denis neue Pläne und eine Kostenrechnung vor, wonach aus dem Betrieb dieser Zweigbahn eine gute Rente zu erwarten sei. Am 16. August 1853 genehmigte der bayerische König Maximilian II. die Bildung einer Aktiengesellschaft zum Bau und Betrieb dieser Zweigbahn. Der Aufruf zur Aktienzeichnung verlief allerdings nicht erfolgreich, so dass dann 1855 die Ludwigsbahn – die ja in ihrer Konzession das Recht hatte, Zweigbahnen zu bauen – in die Bresche sprang und sich des Unternehmens annahm. Die Pfälzische Ludwigsbahn erhielt dann am 5. April 1856 die Zusicherung auf die staatliche Zinsgarantie von vier Prozent auf 25 Jahre, wie sie schon zuvor für die Stammstrecke der Pfälzischen Ludwigsbahn gegeben worden war. Im Juni 1856 begannen die Arbeiten, am 7. Mai 1857 war die Betriebseröffnung.

### Von Speyer nach Germersheim
Schon Friedrich List hatte sich in seinem Aufsatz "Zur deutschen Eisenbahnfrage" mit dem Thema einer Rheinuferbahn befasst. Er kam zum Schluss, dass auf dem linksrheinischen Ufer – also der Vorderpfalz – der bessere Platz für eine solche Bahn gegeben sei, die zudem den Handel Richtung Süddeutschland, Schweiz und Italien verbessern könne. Nachdem nun die Linie Mainz-Ludwigshafen mit Anschluss bis Speyer fertiggestellt war, kam das Projekt einer Verbindung von Speyer über Germersheim nach Baden ins Spiel. Hier spielten ausnahmsweise strategische Gründe eine positive Rolle. In seiner Denkschrift Die strategische Wichtigkeit der Festung Germersheim trug Generalmajor Joseph Hütz 1860 vor, dass die Festung Germersheim unbedingt mit dem deutschen Eisenbahnnetz verbunden werden müsse. Dazu empfahl er drei kurze Linien, nämlich von Germersheim nach Bruchsal (Anschluss an Baden mit Rheinquerung), nach Landau (mit Anschluss an die Pfälzische Maximiliansbahn) und die Strecke Speyer–Germersheim. Diese Linie wurde dann auch kurzfristig realisiert und am 14. März 1864 in Betrieb genommen.

### Von Homburg nach St. Ingbert
Diese Strecke hat eine lange Vorgeschichte. Sie begann eigentlich schon mit den ersten Planungen für die Ludwigsbahn, als noch nicht entschieden war, ob man von Homburg aus die Strecke nach Bexbach oder nach St. Ingbert führen sollte. Nach dem Entscheid für die Streckenführung nach Bexbach wurde das Thema erst wieder 1856 aktenkundig, als von Seiten der Ludwigsbahn die Konzession für die Strecke Homburg–St. Ingbert beantragt wurde. Ziel dieser Strecke war es, die Kohlen aus den ärarischen Gruben und Erzeugnisse des St. Ingberter Eisenwerkes auf kürzestem Wege billig nach Homburg zu schaffen. Dagegen wehrten sich die Bewohner des Blies- und Würzbachtales, die eine Streckenführung über Blieskastel, Schwarzenacker und Hassel forderten. Es folgte nun ein mehrere Jahre andauernder Streit um die durch diese längere Linienführung entstehenden Mehrkosten und darum ob und wieweit diese durch einen höheren Frachttarif auf die Kohlen der Staatsgrube St. Ingbert gedeckt werden könnten. Diesem Modell stand allerdings ein Staatsvertrag von 1850 zwischen Bayern und Preußen entgegen, der Bayern verpflichtete keinen Unterschied zwischen preußischer oder bayerischer Kohle zu machen. Durch eine Deklaration im November 1864 erklärte sich die Direktion der Ludwigsbahn bereit, die Strecke unter folgenden Bedingungen zu bauen:
- die Linienführung erfolgt von Schwarzenacker mit Annäherung an Blieskastel über Lautzkirchen und das Würzbachtal;
- die durch diese Linienführung entstehenden Mehrkosten trägt die Ludwigsbahn;
- der staatliche Zuschuss in Höhe von 180.000 Gulden sowie eine Zinsgarantie von 4 % wird gewährt;
- ein zusätzliches 5 % fließt bis 1874 in den Zins-Reservefond.

Am 26. Januar 1865 wurde König Maximilian II. der Entwurf vorgelegt. Am 13. Februar 1865 wurde der Entwurf genehmigt und der Bau der Strecke konnte beginnen. Das Streckenstück zwischen Schwarzenacker und Hassel wurde zum 26. November 1866 fertiggestellt, der Rest der Strecke bis St. Ingbert bis zum 1. Juni 1867.

## Die Fusion
Am 1. Januar 1870 wurden Verwaltung und Betrieb der pfälzischen Gesellschaften der Ludwigsbahn, der Maximiliansbahn und der Nordbahnen als Pfälzische Eisenbahnen zusammengefasst. Mit der Zustimmung der Gesellschafter zu diesem Vertrag war sowohl die Verpflichtung zum Bau weiterer Strecken als auch eine staatliche Zinsgarantie von 4,5 % auf Bau- und Einrichtungskapital für 35 Jahre verbunden. Damit einher ging der Aufbau einer neuen Verwaltungsstruktur. Der rechtliche Status der drei Gesellschaften blieb davon aber unberührt. Sie blieben auch weiterhin die Träger der jeweiligen Strecken-Konzessionen und der damit im Zusammenhang stehenden Zinsgarantien des Bayerischen Staates. Die weiteren Details zur Entwicklung nach 1870 stehen im 
.
Am 1. Januar 1909 ging die Ludwigsbahn zusammen mit den übrigen zu den Pfälzischen Eisenbahnen gehörenden Gesellschaften in das Eigentum der Bayerischen Staatseisenbahnen über.

## Streckenausbau nach 1870
Unter der gemeinsamen Leitung wurden im Namen und auf Rechnung der Ludwigsbahn folgende Strecken gebaut:
- Speyer–Rheinstation – Richtung Schwetzingen, 4 km, am 10. Dezember 1873 über die seit 1865 bestehende Schiffbrücke
- Landau–Annweiler, 15 km der Queichtalbahn, am 12. September 1874
- Annweiler–Biebermühle–Zweibrücken, 57 km, und
- Die Biebermühlbahn Biebermühle (heute Pirmasens Nord) zum damaligen Pirmasenser Bahnhof (heute Pirmasens Hauptbahnhof), 7 km, am 25. November 1875
- Einöd–Bierbach–Reinheim–Saargemünd, 33 km, am 1. April 1879 (Bliestalbahn)
- Biebermühle–Waldfischbach, 5 km, am 1. Juni 1904 (Biebermühlbahn)

Außerdem sind hier die Schmalspurstrecken der Ludwigsbahn zu erwähnen:
- Ludwigshafen–Dannstadt, 13 km, und Ludwigshafen–Frankenthal, 11 km, am 15. Oktober 1890
- Frankenthal–Großkarlbach, 13 km, am 1. Juli 1891
- Speyer Lokalbahnhof–Geinsheim, 19 km, am 26. August 1905 (Pfefferminzbähnel/Gäubähnel)
- Geinsheim–Neustadt Lokalbahnhof, 10 km, am 31. Oktober 1908 (Pfefferminzbähnel/Gäubähnel)